# Lesquerella
Genre
Lesquerella est un genre végétal de la famille des Brassicaceae. Un grand nombre des espèces ayant fait partie de ce genre ont été déplacées en 2002 dans les genres Physaria ou Paysonia.

## Liste des espèces et sous-espèces
Selon ITIS :
- Lesquerella alpina (Nutt.) S. Watson renommée Physaria reediana O'Kane & Al-Shehbaz
- Lesquerella angustifolia (Nutt. ex Torr. & Gray) S. Wats. renommée Physaria angustifolia (Nutt. ex Torr. & A. Gray) O'Kane & Al-Shehbaz
- Lesquerella arctica (Wormsk. ex Hornem.) S. Wats. renommée Physaria arctica (Wormsk. ex Hornem.) O'Kane & Al-Shehbaz
- Lesquerella arenosa (Richards.) Rydb. renommée Physaria arenosa (Richardson) O'Kane & Al-Shehbaz
- Lesquerella argyraea (Gray) S. Wats. renommée Physaria argyraea (A. Gray) O'Kane & Al-Shehbaz
- Lesquerella arizonica S. Wats. renommée Physaria arizonica (S. Watson) O'Kane & Al-Shehbaz
- Lesquerella aurea Woot. renommée Physaria aurea (Wooton) O'Kane & Al-Shehbaz
- Lesquerella auriculata (Engelm. & Gray) S. Wats. renommée Paysonia auriculata (Engelm. & A. Gray) O'Kane & Al-Shehbaz
- Lesquerella calcicola Rollins
- Lesquerella calderi Mulligan & Porsild
- Lesquerella carinata Rollins
- Lesquerella cinerea S. Wats.
- Lesquerella condensata A. Nels.
- Lesquerella congesta Rollins
- Lesquerella cordiformis (Rollins) Rollins & Shaw
- Lesquerella densiflora (Gray) S. Wats.
- Lesquerella densipila Rollins
- Lesquerella douglasii S. Wats.
- Lesquerella engelmannii (Gray) S. Wats.
- Lesquerella fendleri (Gray) S. Wats. renommé Physaria fendleri (A. Gray) O'Kane & Al-Shehbaz
- Lesquerella filiformis Rollins
- Lesquerella fremontii Rollins & Shaw
- Lesquerella garrettii Payson
- Lesquerella globosa (Desv.) S. Wats.
- Lesquerella gooddingii Rollins & Shaw
- Lesquerella goodingii Rollins & E. A. Shaw
- Lesquerella goodrichii Rollins
- Lesquerella gordonii (Gray) S. Wats. renommé Physaria gordonii (A. Gray) O'Kane & Al-Shehbaz
- Lesquerella gracilis (Hook.) S. Wats.
- Lesquerella grandiflora (Hook.) S. Wats.
- Lesquerella hemiphysaria Maguire
- Lesquerella hitchcockii Munz
- Lesquerella humilis Rollins
- Lesquerella intermedia (S. Wats.) Heller
- Lesquerella kaibabensis Rollins
- Lesquerella kingii S. Wats.
- Lesquerella klausii Rollins
- Lesquerella lasiocarpa (Hook. ex Gray) S. Wats.
- Lesquerella lata Woot. & Standl.
- Lesquerella lescurii (Gray) S. Wats.
- Lesquerella lesicii Rollins
- Lesquerella lindheimeri (Gray) S. Wats.
- Lesquerella ludoviciana (Nutt.) S. Wats.
- Lesquerella lyrata Rollins
- Lesquerella macrocarpa A. Nels.
- Lesquerella × maxima (Rollins) Rollins
- Lesquerella mcvaughiana Rollins
- Lesquerella montana (Gray) S. Wats.
- Lesquerella multiceps Maguire
- Lesquerella obdeltata Rollins
- Lesquerella occidentalis S. Wats.
- Lesquerella ovalifolia Rydb. ex Britt.
- Lesquerella pallida (Torr. & Gray) S. Wats.
- Lesquerella parviflora Rollins
- Lesquerella parvula Greene
- Lesquerella paysonii Rollins
- Lesquerella pendula Rollins
- Lesquerella perforata Rollins
- Lesquerella pinetorum Woot. & Standl.
- Lesquerella prostrata A. Nels.
- Lesquerella pruinosa Greene
- Lesquerella pulchella Rollins
- Lesquerella purpurea (Gray) S. Wats.
- Lesquerella rectipes Woot. & Standl.
- Lesquerella recurvata (Engelm. ex Gray) S. Wats.
- Lesquerella rubicundula Rollins
- Lesquerella sessilis (S. Wats.) Small
- Lesquerella stonensis Rollins
- Lesquerella subumbellata Rollins
- Lesquerella tenella A. Nels.
- Lesquerella thamnophila Rollins & Shaw
- Lesquerella tuplashensis Rollins, F. Beck & K. Caplow
- Lesquerella utahensis Rydb.
- Lesquerella valida Greene
- Lesquerella vicina J.L. Anderson, Reveal, & Rollins
- Lesquerella wardii S. Wats.